# Michèle Morgan

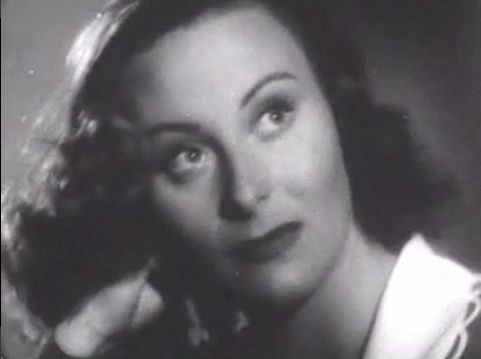
M.M. w filmie Joan of Paris, 1942

Michèle Morgan, właśc. Simone Renée Roussel (ur. 29 lutego 1920 w Neuilly-sur-Seine, zm. 20 grudnia 2016 w Meudon) – francuska aktorka filmowa, telewizyjna i teatralna. Była niekwestionowaną gwiazdą francuskiego kina od lat 30. do lat 60. XX w.

## Życiorys
Jako piętnastolatka przeniosła się ze swojej rodzinnej miejscowości do pobliskiego Paryża, gdzie pobierała lekcje gry aktorskiej i zadebiutowała na dużym ekranie, występując początkowo w nieznaczących epizodach. Na jej nieprzeciętną urodę zwrócił uwagę reżyser Marc Allégret, który zaproponował jej główną rolę w filmie Serce Paryża (1937).
Rozgłos ogólnoświatowy przyniosła jej rola w Ludziach za mgłą (1938) Marcela Carné, gdzie zagrała u boku legendarnego Jeana Gabina. Z aktorem tym spotkała się ponownie na planie filmu S.O.S. (1941). Obydwa obrazy ugruntowały jej pozycję w kinie francuskim.
Gdy we Francji rozpoczęła się niemiecka okupacja, Morgan wyjechała do USA, gdzie kontynuowała karierę, ale bez większych sukcesów. Najbardziej znanym filmem hollywoodzkim z jej udziałem była Droga do Marsylii (1944) Michaela Curtiza.
Po wojnie aktorka powróciła do Francji, gdzie zaczęła ponownie odnosić sukcesy, głównie za sprawą współpracy z reżyserem Jeanem Delannoy. Za rolę niewidomej Gertrudy w jego Symfonii pastoralnej (1946) Morgan otrzymała nagrodę dla najlepszej aktorki na pierwszym w historii MFF w Cannes. U Delannoy zagrała także postać Joanny d’Arc w nowelowym filmie Elżbieta, Joanna, Lizystrata (1954) oraz artystki cyrkowej w Obsesji (1954).
Występowała w filmach największych reżyserów francuskich, takich jak René Clair, Yves Allégret, Claude Autant-Lara, René Clément, André Cayatte, Claude Chabrol czy Claude Lelouch.
Od końca lat 60. pojawiała się w filmach, teatrze i telewizji jedynie sporadycznie. Czas poświęcała głównie swojej wielkiej pasji, czyli malowaniu obrazów. 
Przewodniczyła jury konkursu głównego na 24. MFF w Cannes (1971). W 1977 opublikowała autobiografię pt. Avec ces yeux-là.
W uznaniu dla jej zasług dla francuskiego kina w 1969 została kawalerem Legii Honorowej. Była również laureatką Honorowego Cezara (1992) oraz Honorowego Złotego Lwa na 53. MFF w Wenecji (1996) za całokształt twórczości.
Morgan była trzykrotnie zamężna. Pierwsze małżeństwo, zawarte w 1942 w czasie pobytu w Hollywood z amerykańskim aktorem Williamem Marshallem, zakończyło się rozwodem w 1948. Para miała syna, Mike’a Marshalla (1944-2005), który był jedynym dzieckiem Morgan i swoją karierę zawodową również związał z aktorstwem.
Drugim mężem Michèle Morgan był francuski aktor Henri Vidal. Wzięli ślub w 1950 i byli razem aż do jego niespodziewanej śmierci w 1959. Kolejne, trzecie małżeństwo aktorki ze znanym francuskim reżyserem Gérardem Oury trwało 46 lat (od 1960 do jego śmierci w lipcu 2006).
Morgan miała sześcioro wnuków, w tym modelkę i aktorkę Sarę Marshall.

## Odznaczenia
- 1960 Kawaler Orderu Sztuki i Literatury
- 1967 Médaille de vermeil de la ville de Paris
- 1969 Kawaler Orderu Legii Honorowej
- 1975 Oficer Orderu Zasługi
- 1979 Oficer Orderu Legii Honorowej[2]
- 1991 Komandor Orderu Zasługi[3]
- 1994 Komandor Orderu Legii Honorowej
- 1998 Wielki Oficer Orderu Zasługi[4]
- 2004 Krzyż Wielki Orderu Zasługi[4]
- 2009 Wielki Oficer Orderu Legii Honorowej[5]

## Filmografia
- 1935 Córeczka tatusia (Une fille à papa)
- 1936 Mes tantes et moi
- 1937 Serce Paryża (Gribouille)
- 1938 Ludzie za mgłą (Le quai des brumes)
- 1940 Muzykanci z nieba (Les musiciens du ciel)
- 1941 S.O.S. (Remorques)
- 1942 Joanna z Paryża (Joan of Paris)
- 1944 Droga do Marsylii (Passage to Marseille)
- 1946 Symfonia pastoralna (La symphonie pastorale)
- 1948 Stracone złudzenia (The Fallen Idol)

Oczami wspomnień (Aux yeux du souvenir)
- 1950 Szklany zamek (Le château de verre)
- 1952 Minuta prawdy (La minute de vérité)

Siedem grzechów głównych (Les sept péchés capitaux)
- 1954 Elżbieta, Joanna, Lizystrata (Destinées)

Obsesja (Obsession)
- 1955 Wielkie manewry (Les grandes manœuvres)

Perła nocy (Marguerite de la nuit)
- 1958 Lustro o dwóch twarzach (Le miroir à deux faces)
- 1959 Ludzie w hotelu (Menschen im Hotel)
- 1960 Fortunat
- 1961 Lwy wychodzą na wolność (Les lions sont lâchés)
- 1962 Landru
- 1964 Zaginione kroki (Les pas perdu)

Oczy świadka (Les yeux cernés)
- 1968 Benjamin, czyli pamiętnik cnotliwego młodzieńca (Benjamin ou Les mémoires d'un puceau)
- 1975 Kot i mysz (Le chat et la souris)
- 1986 Kobieta i mężczyzna - dwadzieścia lat później (Un homme et une femme: Vingt ans déjà)
- 1990 Wszyscy mają się dobrze (Stanno tutti bene)

## Nagrody
- Cezar Honorowy César: 1992
- Nagroda na MFF w Cannes Złota Palma dla najlepszej aktorki: 1946 Symfonia pastoralna